# Louvre-Lens
Pour les articles homonymes, voir Lens et Louvre.
Le Louvre-Lens est un établissement public de coopération culturelle à caractère administratif fondé par le conseil régional du Nord-Pas-de-Calais, le département du Pas-de-Calais, la communauté d'agglomération de Lens-Liévin, la ville de Lens et le musée du Louvre. Ce « deuxième Louvre » est situé à Lens dans le Pas-de-Calais. Il s'agit d'un établissement autonome, lié au musée du Louvre parisien par une convention scientifique et culturelle.
Le musée est construit sur le site de l'ancienne fosse no 9 des mines de Lens. Le nouveau bâtiment, sous maîtrise d'ouvrage du conseil régional du Nord-Pas-de-Calais, accueille des expositions semi-permanentes représentatives de l'ensemble des collections du musée du Louvre, renouvelées régulièrement. Il accueille également des expositions temporaires de niveau national ou international. Le musée est desservi par des navettes TADAO le reliant au pôle gares toutes les 30 minutes.
L'inauguration, le 4 décembre 2012, jour de la Sainte-Barbe, a donné lieu, de 18 heures à minuit, à une opération « portes ouvertes » gratuite. L'ouverture officielle au public a eu lieu le 12 décembre 2012. Le musée est un des symboles de la reconversion du bassin minier du Nord-Pas-de-Calais, il est situé entre des sites inscrits depuis le 30 juin 2012 sur la liste établie par le comité du patrimoine mondial de l'Organisation des Nations unies pour l'éducation, la science et la culture (UNESCO). Le millionième visiteur est accueilli le 29 janvier 2014. Sa directrice est Annabelle Ténèze depuis 2023.

## Description

### Le parc

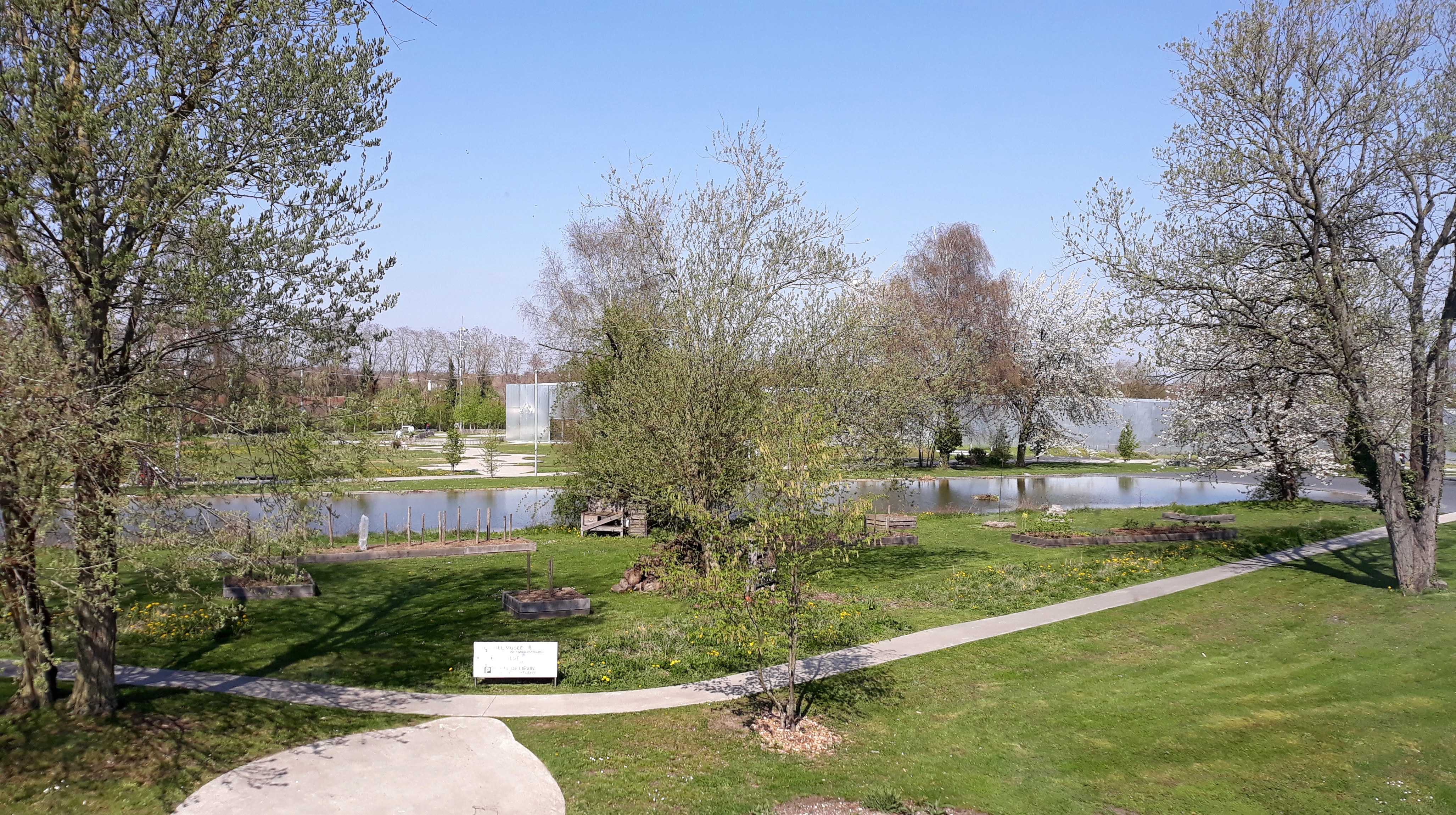
Le parc du Louvre-Lens.

Le musée du Louvre-Lens se déploie sur un parc de vingt hectares. Le parc paysager comprend 6 600 arbres, 26 000 arbustes et 700 vivaces, quatre hectares de prés et prairies fleuries et un hectare de pelouse rase. Les anciennes voies de chemins de fer qui reliaient les puits de mine sont transformées en chemins d'accès, une vingtaine de « canapés végétaux » servent de bancs dans le périmètre du parc. Le parc conçu par l’architecte-paysagiste Catherine Mosbach, diplômée de l’École nationale supérieure de paysage de Versailles,  obtient le label de jardin remarquable du ministère de la Culture en 2021.

### Les bâtiments
Les bâtiments ont une surface totale de 28 000 m2, dont 7 000 m2 de surface d’exposition et de réserves visitables (Grande galerie appelée « la Galerie du temps » de 3 000 m2, Galerie d’exposition temporaire de 1 800 m2 et Pavillon de verre de 1 000 m2, exposant notamment des pièces majeures venant du musée parisien, entre 600 et 800 œuvres), et 1 000 m2 abritant les réserves d’œuvres d’art. Les cinq bâtiments principaux (un cube, le hall d'accueil et quatre parallélépipèdes dont les toits plats et les murs en verre, légèrement courbes, suivent les lignes naturelles du terrain), reliés entre eux par une ligne continue (« la Galerie du temps » dont le sol en béton ciré et les lamelles inclinées qui apportent une lumière zénithale naturelle évitent les ombres et les reflets) sont longs et bas (six à sept mètres de hauteur), reflétant la lumière par leur structure en verre feuilleté dépoli et en panneaux de bois recouverts d'un bardage en aluminium poli et anodisé : l'édifice joue ainsi sur la sobriété et la transparence des façades dans lesquelles se reflète le parc. Le rez-de-jardin est entièrement ouvert au public, tandis que les parties techniques sont situées en sous-sol. Les deux parvis en béton, posés sur une terre noire de terril (130 000 m3 de schistes ont été charriés en tout) où de maigres îlots de pelouse surnagent, font transition avec le parc paysager.

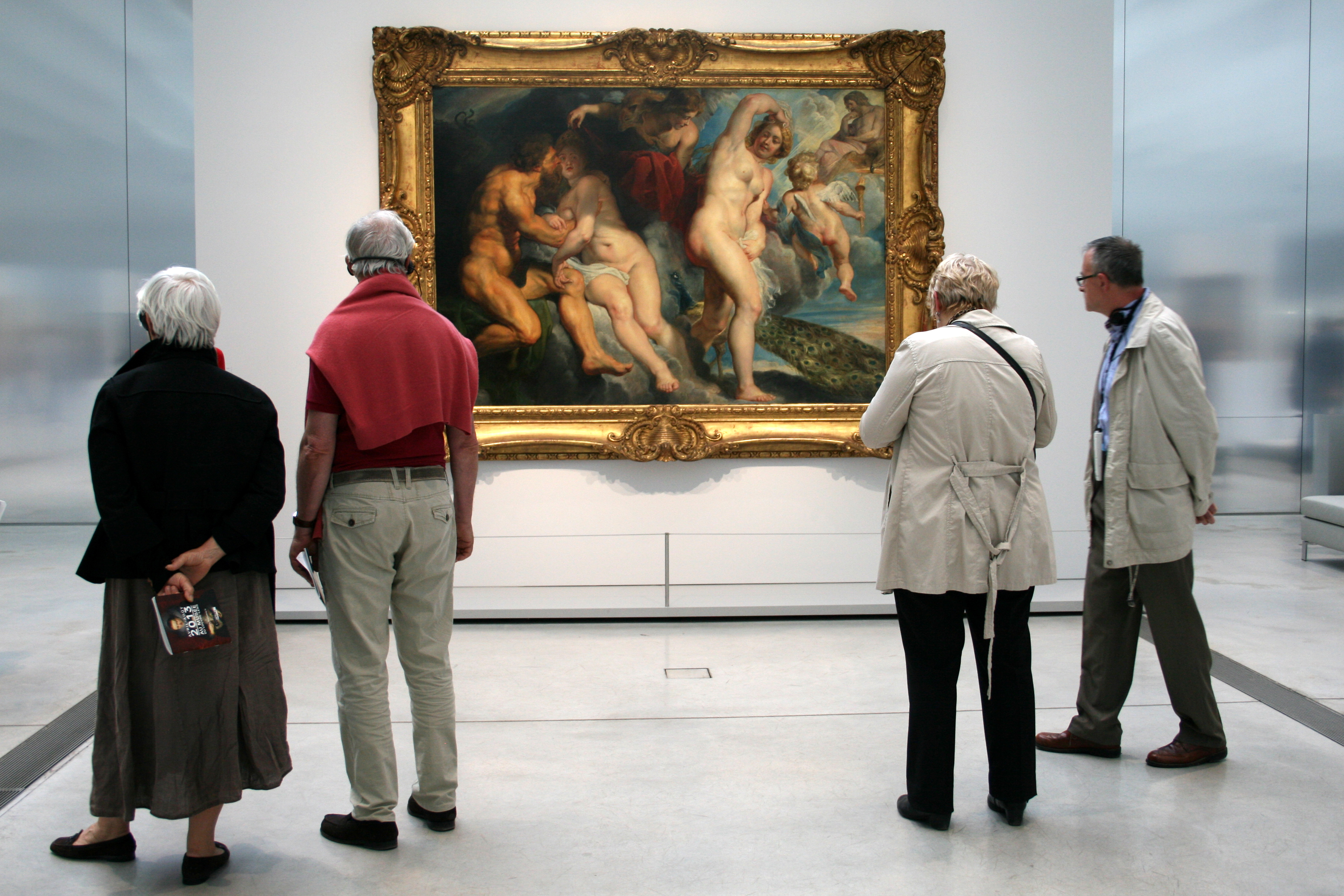
Ixion, roi des Lapithes, trompé par Junon qu'il voulait séduire, chef-d'œuvre de Pierre Paul Rubens (1615) admiré dans la « Galerie du Temps ».

Les expositions temporaires seront chaque année de dimension internationale, en collaboration avec de grands musées étrangers. Le hall d’accueil de 3 600 m2, six ateliers pédagogiques, un auditorium de 280 places (appelé La Scène), une médiathèque et un Centre de Ressources, des réserves (visibles et visitables en sous-sol), une librairie-boutique, une cafétéria, deux espaces de restauration rapide et un restaurant gastronomique du chef local Marc Meurin, des laboratoires et des bureaux se partagent le reste de ce musée du XXIe siècle.
Le site du musée est marqué par la silhouette du stade Bollaert-Delelis et de deux grands terrils qui évoquent la pyramide de Khéops par leur hauteur identique et sont comme un rappel de la Pyramide du Louvre.
Le 18 novembre 2013, le Louvre-Lens reçoit le prix de l'Équerre d'argent , récompensant « le très beau travail sur les ambiances, la bonne maîtrise de la lumière et la reconversion d'un site minier en équipement culturel de premier plan ».

## Historique

### Origine
Jean-Jacques Aillagon, ministre de la Culture et de la Communication entre le 7 mai 2002 et le 30 avril 2004, souhaite que les grands établissements parisiens soient décentralisés, ce qui est le cas pour le Louvre II ou le centre Pompidou-Metz. Entre Amiens, Arras, Béthune, Boulogne-sur-Mer, Calais, Lens et Valenciennes, la compétition est difficile.
Renaud Donnedieu de Vabres, ministre de la Culture et de la Communication entre 2004 et 2007, visite les six villes candidates. Il y a une ville en moins car Béthune a souhaité se retirer de la compétition. Quatre mois plus tard, le premier ministre de l'époque, Jean-Pierre Raffarin, annonce à Lens même le 29 novembre 2004 que la ville accueillerait l'antenne du Louvre. En effet, dans la commune, plus de 20 % des actifs sont au chômage ou sous-employés, et les indicateurs sociaux et sanitaires sont très négatifs. Daniel Percheron a su convaincre Jacques Chirac que le choix de Lens était le meilleur, pour rendre justice « au peuple de la mine qui a tant souffert ». Il a été soutenu dans son combat par Henri Loyrette, président-directeur du Louvre et partisan de la démocratisation de l'art, et aidé par trois veuves de mineurs qui avaient interpellé Renaud Donnedieu de Vabres de « façon directe et chaleureuse » lors de sa visite de Lens, gagnant depuis le surnom de « mamies du Louvre ».

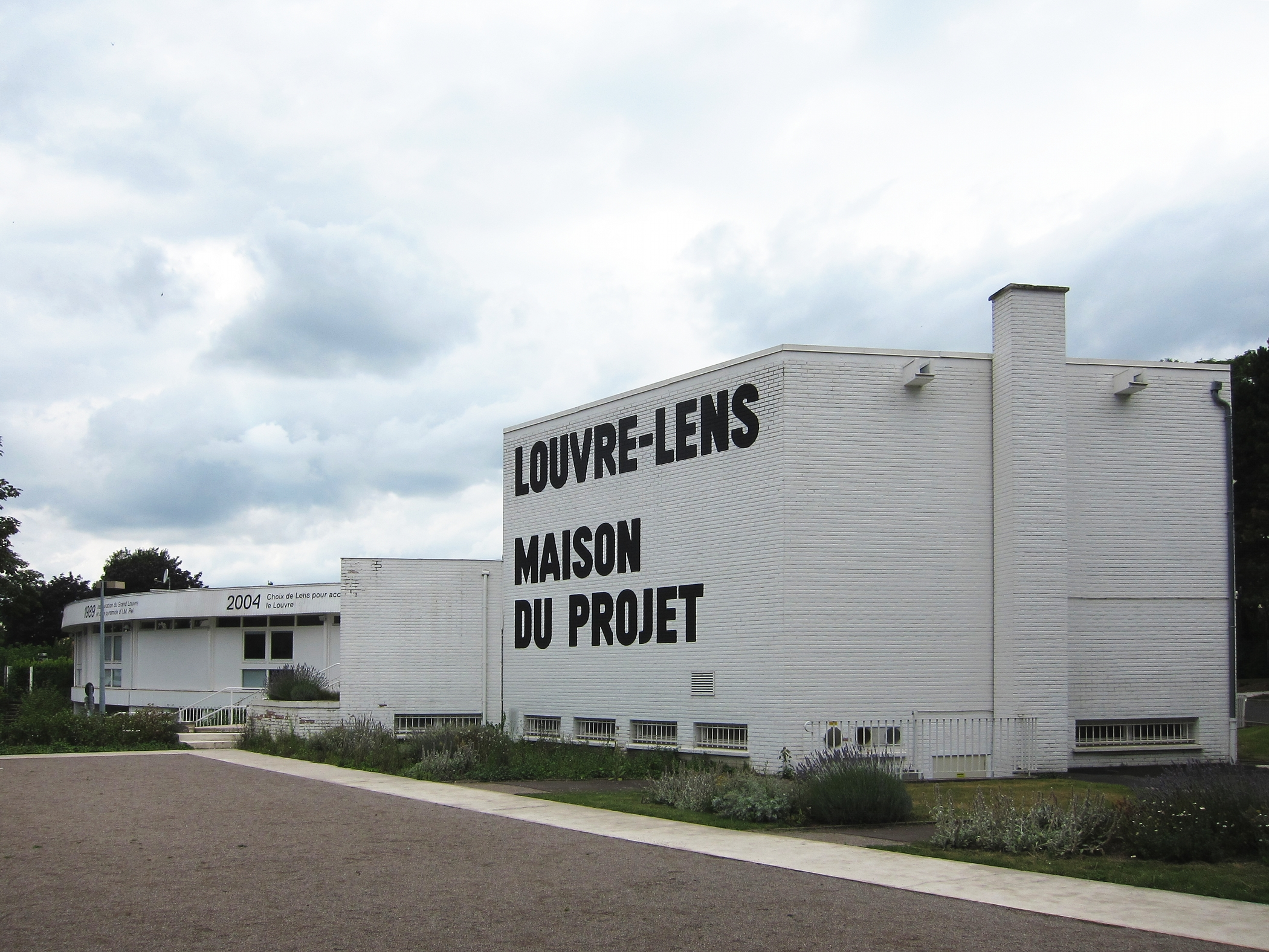
La maison du projet

En début d'année 2005, la région Nord-Pas-de-Calais, maître d'ouvrage et principal financeur du projet lance un concours d'architecture. Six équipes d'architectes sont sélectionnées parmi les 124 candidatures. Après délibération, le jury qualifie l'équipe d'architectes composée de l'agence japonaise SANAA Kazuyo Sejima, Ryūe Nishizawa avec le bureau d'architectes-muséographes Imrey Culbert basé à New York et à Paris, spécialisé en conception de musées et galeries, ainsi que l'architecte paysagiste française Catherine Mosbach.
Plusieurs projets sont mis en route dont la Route du Louvre. Celle-ci a pris son départ le 14 mai 2006 et est rééditée chaque année. Plusieurs personnes ont aussi eu la possibilité d'aller sur des lieux bâtis par l'entreprise SANAA et pour prendre connaissance des avancées du chantier du Louvre-Lens.

### Construction

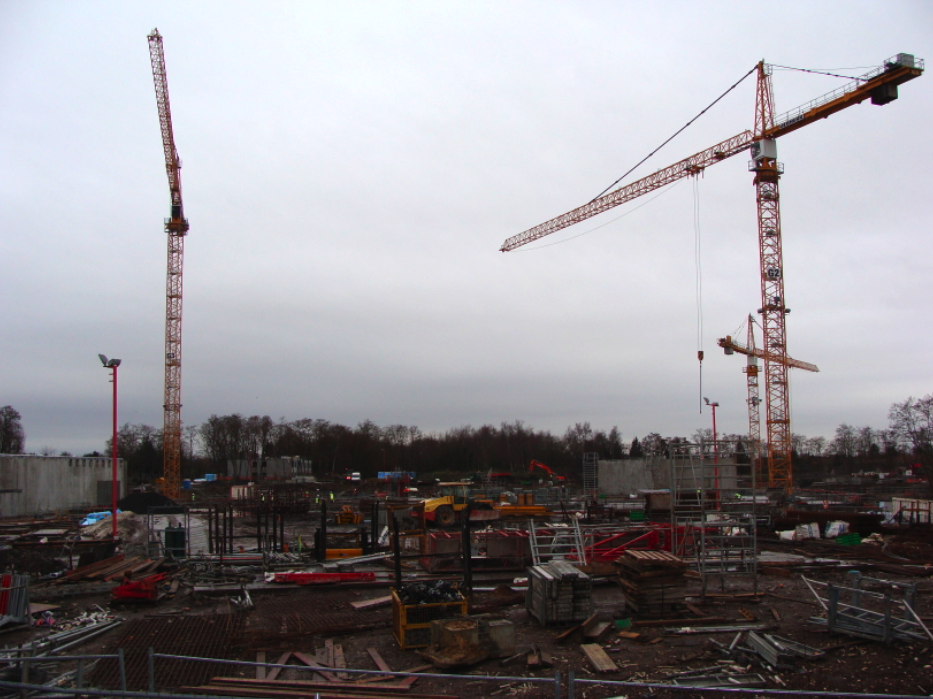
Chantier du pavillon d'accueil en janvier 2011.

Le 12 novembre 2007, la région a approuvé l'avant-projet architectural définitif du musée. C'est-à-dire que les plans sont terminés et que le calendrier est fixé. En 2008, l'appel d'offre est lancé pour être finalement jugé infructueux en septembre : les raisons invoquées tiennent essentiellement au dépassement de budget des entreprises ayant répondu.
Une nouvelle consultation est relancée début 2009 pour aboutir sur un choix des entreprises en septembre 2009. La première pierre est posée le 4 décembre 2009 pour une inauguration prévue pour le 4 décembre 2012, trois ans plus tard.

#### Financement

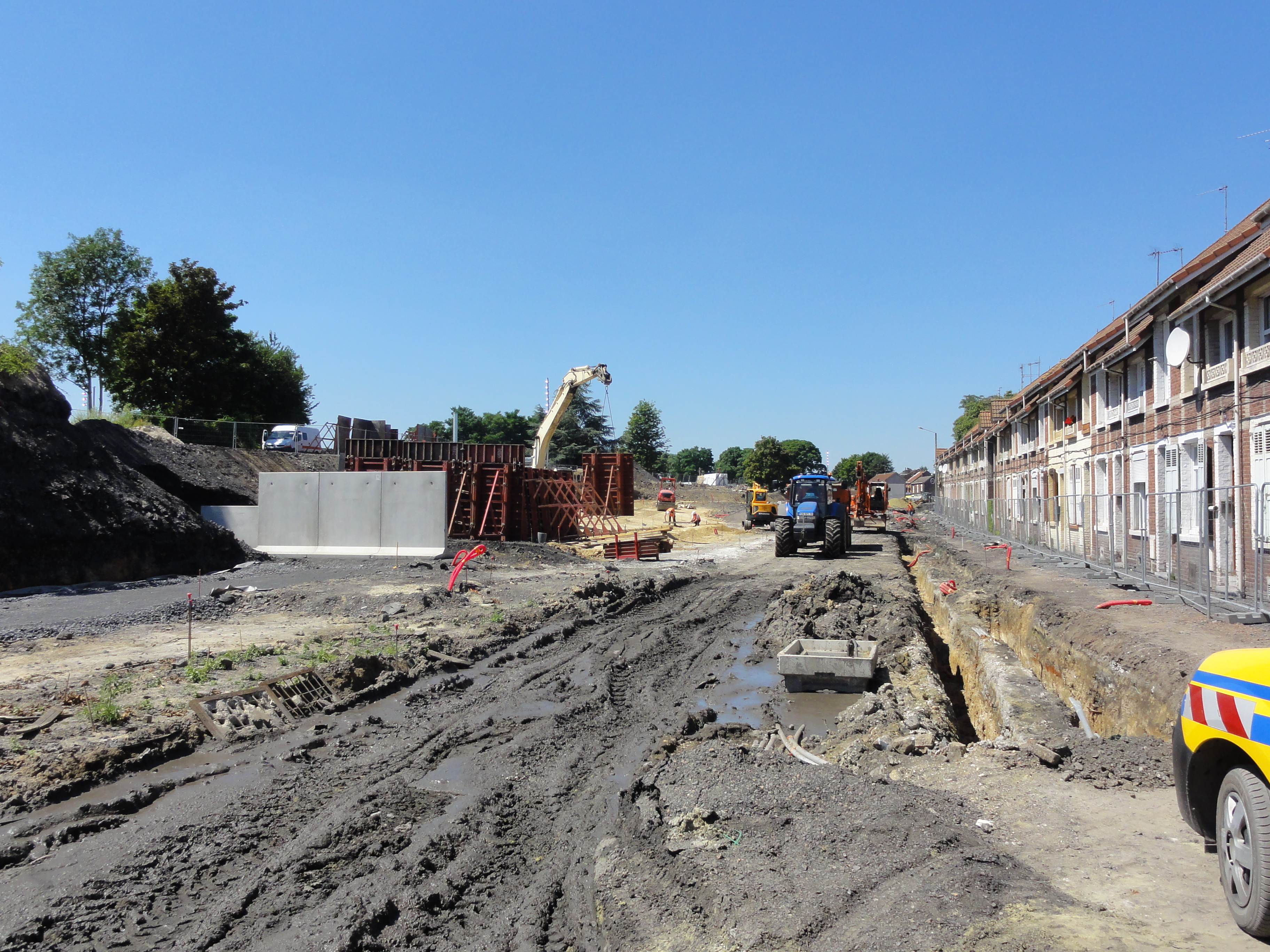
Les travaux, entre le carreau de fosse et les corons, en juillet 2012.

Les dépenses d'investissement du Louvre-Lens sont majoritairement prises en charge par la région (60 %), avec l'Union européenne (20 % via le FEDER) mais aussi le conseil général du Pas-de-Calais (10 %) ainsi par la ville de Lens et la Communaupole (10 % pour les deux). Ces collectivités participent dans les mêmes proportions à l'investissement initial.
Le cabinet d'architecture SANAA des japonais Kazuyo Sejima et Ryūe Nishizawa a été désigné le 26 septembre 2005 par la commission permanente du conseil régional Nord-Pas-de-Calais, maître d'ouvrage du bâtiment, pour construire le Louvre-Lens. Son coût est alors estimé à 117 millions d'euros TTC (valeur janvier 2005). La paysagiste de ce projet est Catherine Mosbach (de Mosbach Paysagistes) qui a déjà réalisé de nombreux projets tels que le canal Saint-Denis, le Jardin botanique de Bordeaux ou le jardin botanique de Monaco. Pour le développement de ce projet, SANAA s'est adjoint les architectes français Michel Lévi et Antoine Saubot du cabinet parisien EXTRA MUROS.
L'avant-projet a été validé en mai 2007. Il se traduit par une simplification du projet (réduction des surfaces vitrées) et une augmentation du coût d'objectif qui passe à 127 millions d'euros. En février 2009, le conseil régional a voté une extension de budget de 23 millions d'euros qui seront couverts par l'Union européenne pour dix millions d'euros, par l'État français pour six millions d'euros et par le mécénat pour sept millions d'euros, portant le budget total à 150 millions d'euros.
Lors de l'attribution des différents lots techniques, le budget de la construction est finalement de 83 millions d'euros au lieu des 109 millions d'euros prévus. Le solde est alors réservé à l'aménagement paysager qui représente une part importante du projet architectural. Le Moniteur des travaux publics et du bâtiment, magazine spécialisé en travaux publics, évoque un coût total de 201 millions d'euros, toutes révisions comprises.
Les dépenses en fonctionnement sont quant à elles estimées à quinze millions d'euros.

#### Emplacement

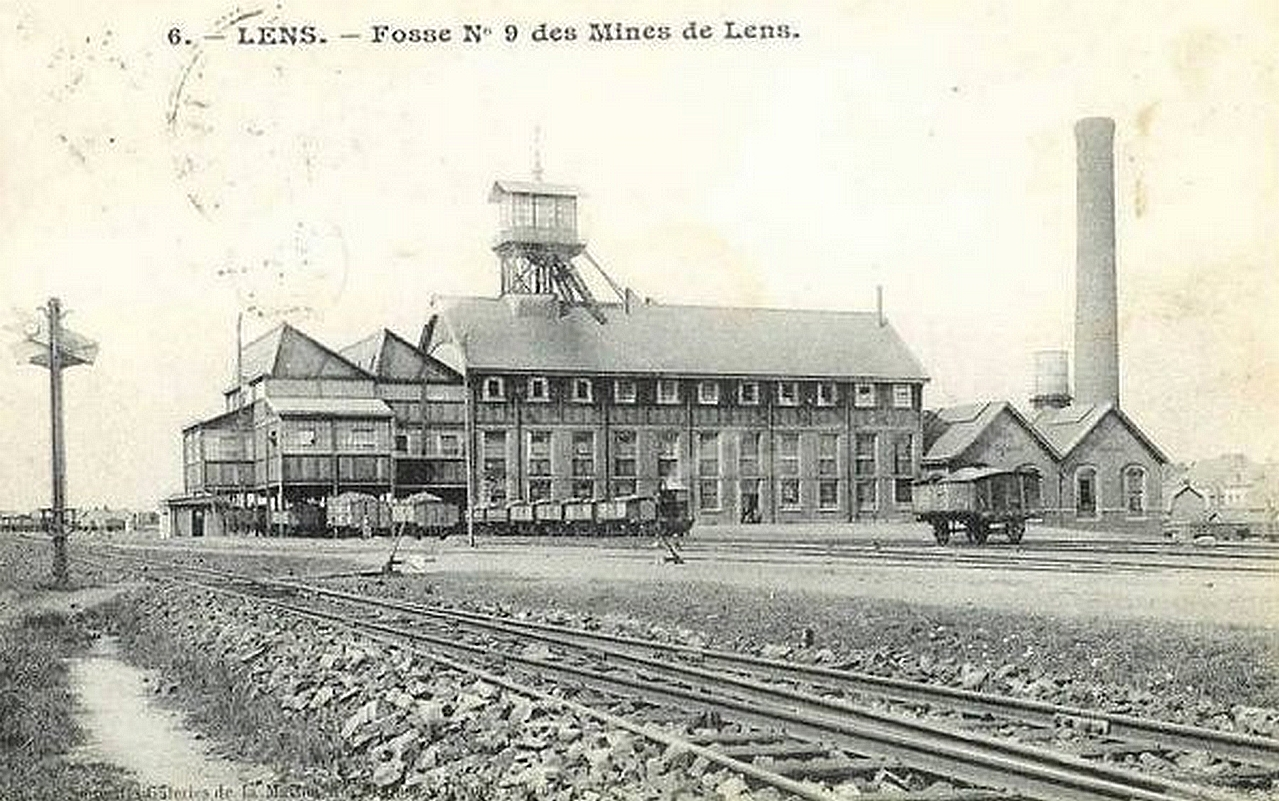
La fosse no 9 avant la Première Guerre mondiale.

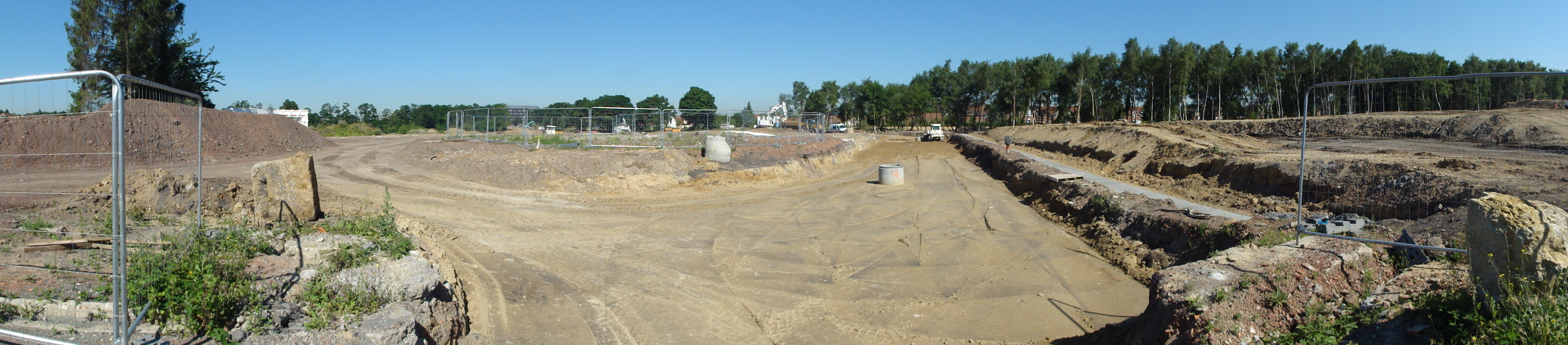
Les travaux s'étendent même jusque sur le carreau de la fosse no 9 bis, qui est devenu le parking ouest du musée.

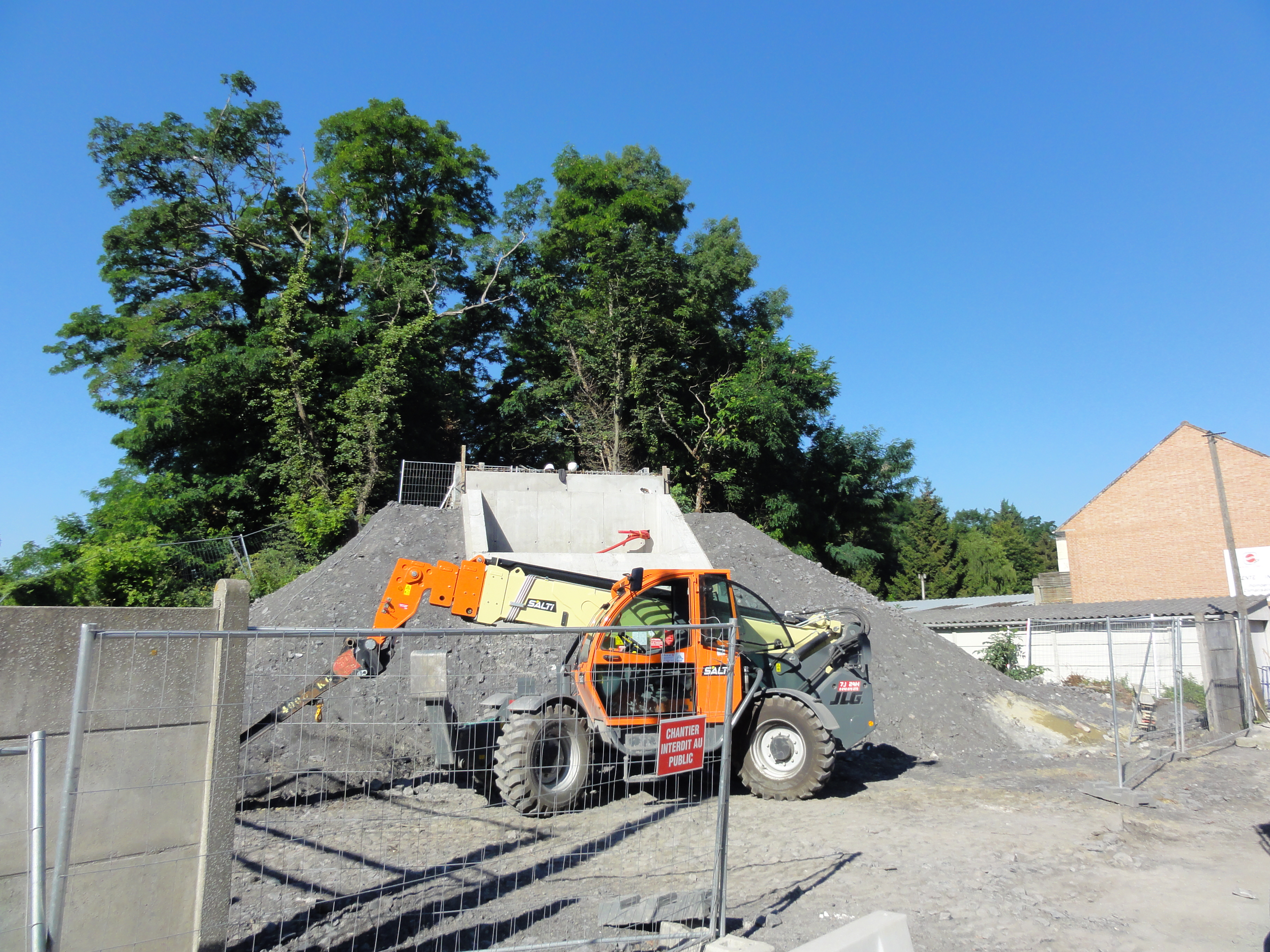
Le massif d'ancrage d'une des passerelles, sur le terril.

Le musée du Louvre-Lens est bâti sur le carreau de la fosse Théodore Barrois, plus connue sous le nom de fosse no 9 qui a été exploitée après deux ans de travaux entre 1886 et 1980 pour son charbon par la Compagnie des mines de Lens,,. Le site étant un peu en hauteur, il donne une vue sur les cités des environs. Le critère de l'emplacement a été décisif : la proximité des autoroutes A1, A21 et A26, la proximité de la gare de Lens desservie par le TGV. Vers 2020, le Louvre-Lens aurait dû être desservi par le tramway Artois-Gohelle, projet abandonné et remplacé par un Bus à Haut Niveau de Service.
La zone du chantier est bien plus large que le carreau de la fosse no 9. Outre les abords immédiats, les travaux s'étendent également sur le carreau de la fosse no 9 bis, un puits d'aérage voisin, sur le territoire de Liévin.
Par ailleurs, la cité pavillonnaire no 9, l'église Saint-Théodore, l'école, le logement d'instituteur, la maison d'ingénieur et la cité pavillonnaire Jeanne d'Arc ont été inscrits le 30 juin 2012 sur la liste du patrimoine mondial de l'Unesco, où ils constituent une partie du site no 63.
Un cheminement piétonnier est réalisé entre la gare et le musée. Entre cette première et le pont ferroviaire, des bâtiments sont détruits pour laisser un passage suffisant, tandis que du pont jusqu'au musée, le terril cavalier no 68A, Cavalier du 9 de Lens, jusqu'alors inaccessible, est rouvert au public. À cette occasion, deux passerelles enjambent des rues.

#### Mise en œuvre
Le 7 octobre 2009, le conseil régional du Nord-Pas-de-Calais attribue les marchés des travaux aux sociétés Eiffage pour le gros œuvre et au groupe italien Permasteelisa pour la charpente et les façades. La SEM Adevia est confirmée dans son rôle de mandataire du conseil régional. Le 4 décembre 2009, le ministre de la culture, Frédéric Mitterrand inaugure la « Maison du Projet » du Louvre-Lens et pose la première pierre en compagnie de Jack Lang, Valérie Létard, Gervais Martel, Guy Delcourt, Henri Loyrette, Daniel Percheron et les architectes Kazuyo Sejima et Ryūe Nishizawa.
En 2009, SANAA fait appel au Studio Adrien Gardère pour concevoir la muséographie de tous les espaces du musée. Le Studio Adrien Gardère collabore avec Jean-Michel Sanchez et Julien Roger de On-situ, pour la conception de la médiation et des multimédia et avec les suisses D. Bruni et M. Krebs de Norm pour la signalétique et le graphisme du musée.
En septembre 2010, les sous-sols et les fondations sont presque achevés, et le pavillon de verre est commencé.

#### Plan des bâtiments

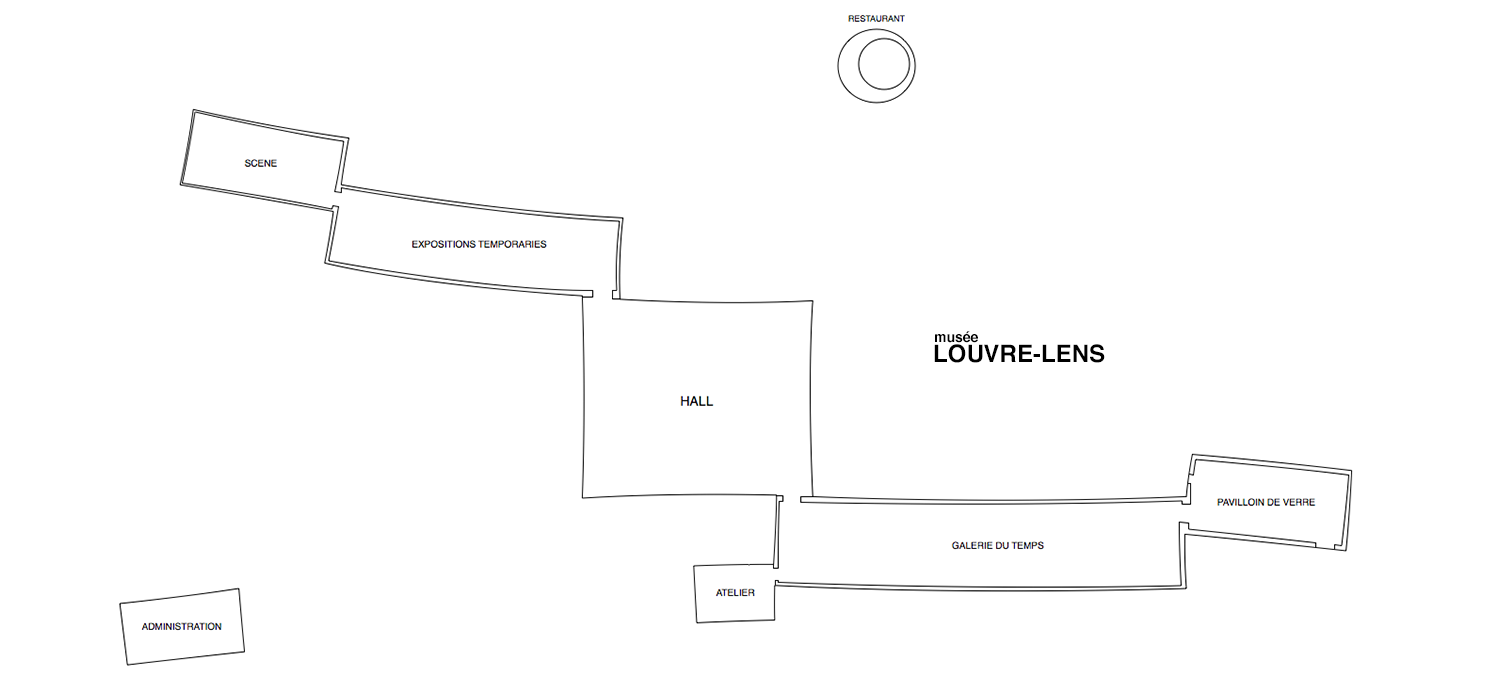
Localisation des différents bâtiments entre eux : La Scène, la Galerie des expositions temporaires, le hall d'accueil, la Grande galerie et le Pavillon de verre. Au sud-ouest, l'administration, au nord, le restaurant. Tout autour, le parc.

### Inauguration

La Galerie du temps le jour de l'inauguration, avec notamment La Liberté guidant le peuple et le Portrait de monsieur Bertin.

L'inauguration a lieu le jour de la Sainte-Barbe, sainte patronne des mineurs, le 4 décembre 2012. Parmi les nombreux invités, il y a François Hollande, président de la République française, Aurélie Filippetti, ministre de la Culture, Jean-Jacques Aillagon, Jacques Toubon, Catherine Tasca, Christine Albanel, Jack Lang, Renaud Donnedieu de Vabres, Pierre Mauroy, Lionel Jospin...
Des anciens mineurs et des cafus (femmes employées au tri du charbon) sont également présents sur le site.
Après avoir participé en 2007 avec plusieurs autres sociétés musicales du bassin minier à l'opération « En fanfare aux Tuileries » annonçant dans le jardin des Tuileries à Paris l'arrivée du musée du Louvre à Lens, l'harmonie de Harnes, répondant à un appel à projets de la communaupole de Lens-Liévin, assure à l'Église Saint-Théodore le samedi 8 décembre 2012 suivant le jour de la sainte Barbe patronne des mineurs, le concert d'inauguration du Louvre-Lens. Yorick Kubiak, chef et directeur musical de l'harmonie fait appel à François Daudin Clavaud qui compose Renaissance 2012, une pièce en cinq mouvements construits en suivant l'architecture du Louvre-Lens, la durée de chaque mouvement étant proportionnelle à la taille de chacun des bâtiments, symbolisant « la renaissance d'un « sol mineur » qui a marqué l'histoire industrielle des deux siècles passés »,.

## Fonctionnement

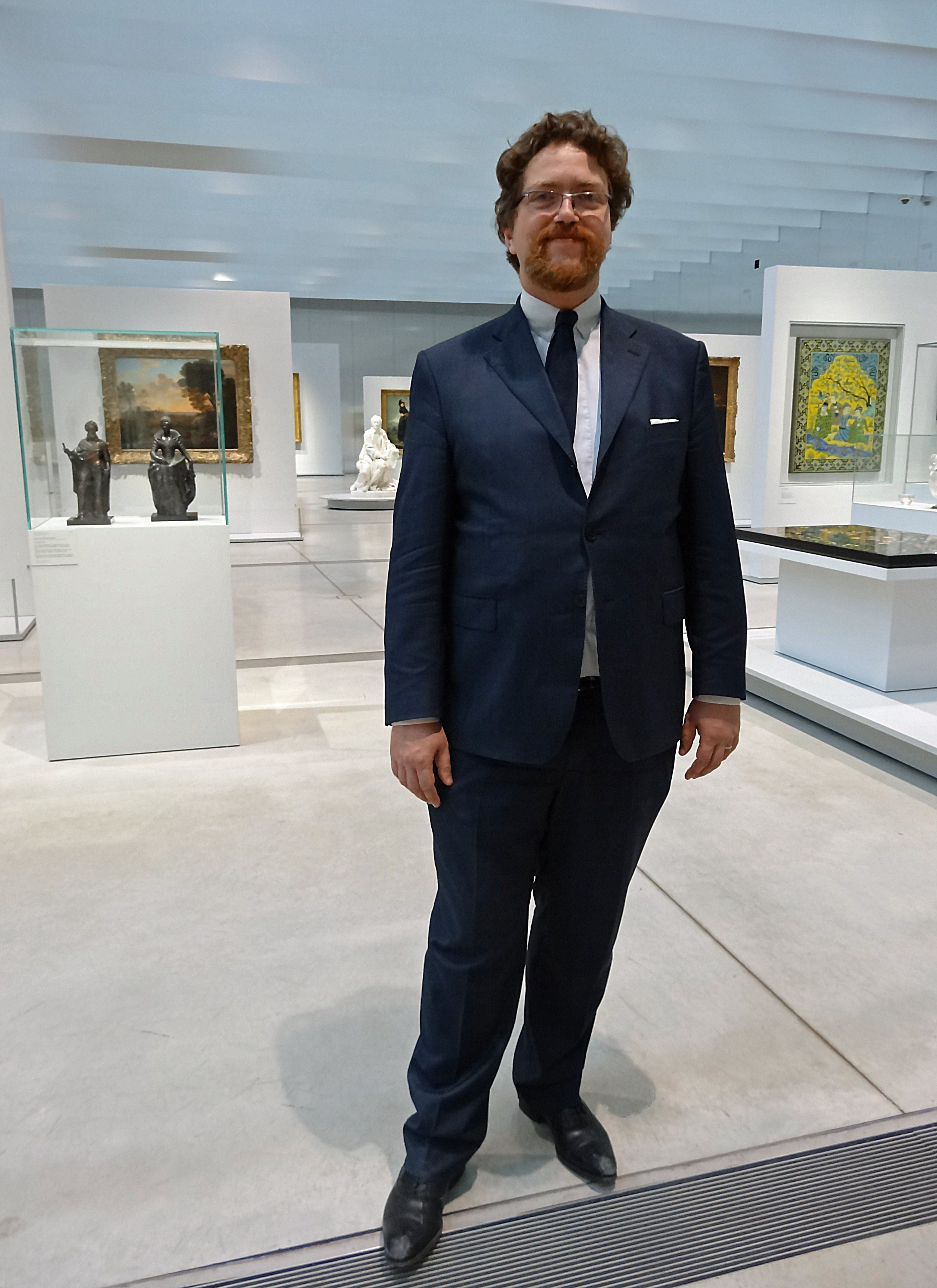
Xavier Dectot, à l'occasion du premier anniversaire du musée.

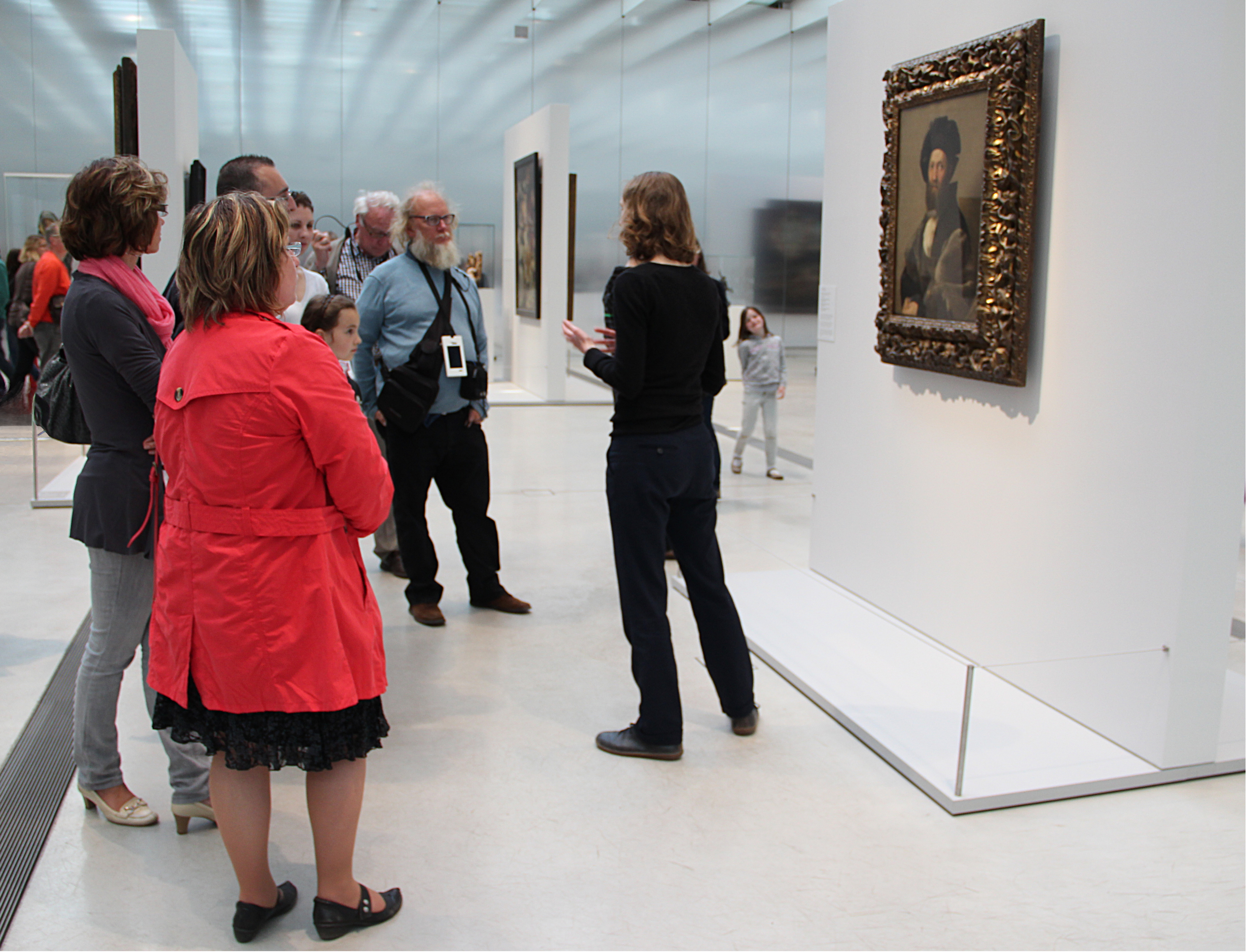
Une médiatrice commente le Portrait de Baldassare Castiglione, exposé en 2013 dans La Galerie du temps.

Xavier Dectot, directeur du Louvre-Lens, et conservateur, indique que vingt-deux médiateurs ont été embauchés. Il attend une fréquentation de 700 000 visiteurs en 2013 et de 500 000 visiteurs les années suivantes. Henri Loyrette, président-directeur du Louvre, attend aussi bien un public européen que la population locale, et précise « Il y aurait pour moi deux échecs. Le premier serait que la population du Nord-Pas-de-Calais ne s'approprie pas le musée. Le second que les fidèles du Louvre n'aient pas l'envie de venir ».
Le musée est ouvert tous les jours de 10 h à 18 h, sauf le mardi.

### Direction
| Identité                              | Période | Période  | Durée |
| Identité                              | Début   | Fin      | Durée |
| ------------------------------------- | ------- | -------- | ----- |
| Xavier Dectot (né le 8 juin 1973)     | 2011    | 2016     | 5 ans |
| Marie Lavandier (née le 21 août 1969) | 2016    | 2023     | 7 ans |
| Annabelle Ténèze (née en 1979)        | 2023    | En cours | 2 ans |

### Financement
Le budget de fonctionnement est élaboré et suivi par Catherine Ferrar, administratrice générale de l'Établissement public du Louvre-Lens.
En mai 2005, les frais de fonctionnement étaient estimés à douze millions d'euros par an. En 2012, ces mêmes frais ont été estimés à quinze millions d'euros, pris en charge à hauteur de 60 % par le conseil régional, 10 % par le conseil général et 10 % par la communauté d'agglomération ; les 20 % devant provenir des recettes du musée. Le conseil d'administration s'est vu présenté par l'EPCC un budget de fonctionnement de 15,5 millions d'euros pour l'exercice 2012-2013. Le même budget est reconduit pour l'exercice 2013-2014.
Les recettes, lors de la première année, s'élèvent à trois millions d'euros, dont 550 000 € provenant du mécénat de fonctionnement, et un peu moins de 2,5 millions d'euros des billets d’entrée, des expositions temporaires, de la boutique, des ventes de la cafétéria, du restaurant gastronomique, des visites guidées, de la location des salles, des catalogues d’exposition... Le reste, représentant 12,5 millions d'euros, est pris en charge à hauteur de 8,7 millions d'euros par le conseil régional, et de 1,1 million d'euros chacun par le conseil général et la communauté d'agglomération. Il existe également quelques autres ressources. La gratuité de l'exposition La Galerie du temps a été reconduite en 2014, représente un manque à gagner d'un million d'euros. Puis chaque année le conseil d'administration s'est reposé la question de la reconduite, qui a été perpétuée. Une étude a conclu que l'abandon de cette gratuité ferait perdre au musée 33 % de ses visiteurs, et en 2019, le Conseil d'administration a voté à l'unanimité pour le maintien durable de cette gratuité ; seules les expositions temporaires sont payantes et elles le resteront.

## Expositions

La Liberté guidant le peuple, par Eugène Delacroix, exposé dans La Galerie du temps en 2013.

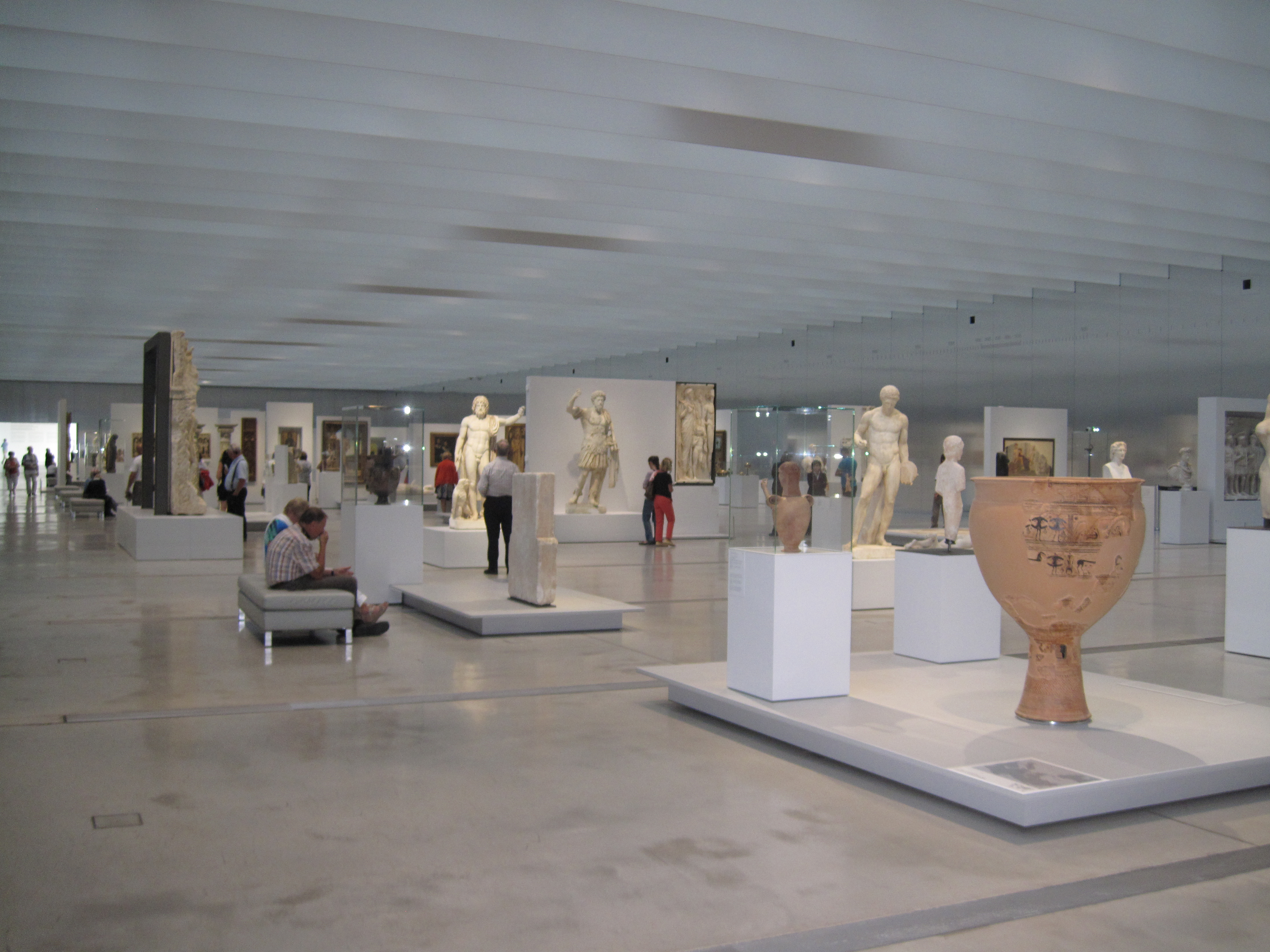
Vue générale de la Galerie du Temps du Louvre-Lens.

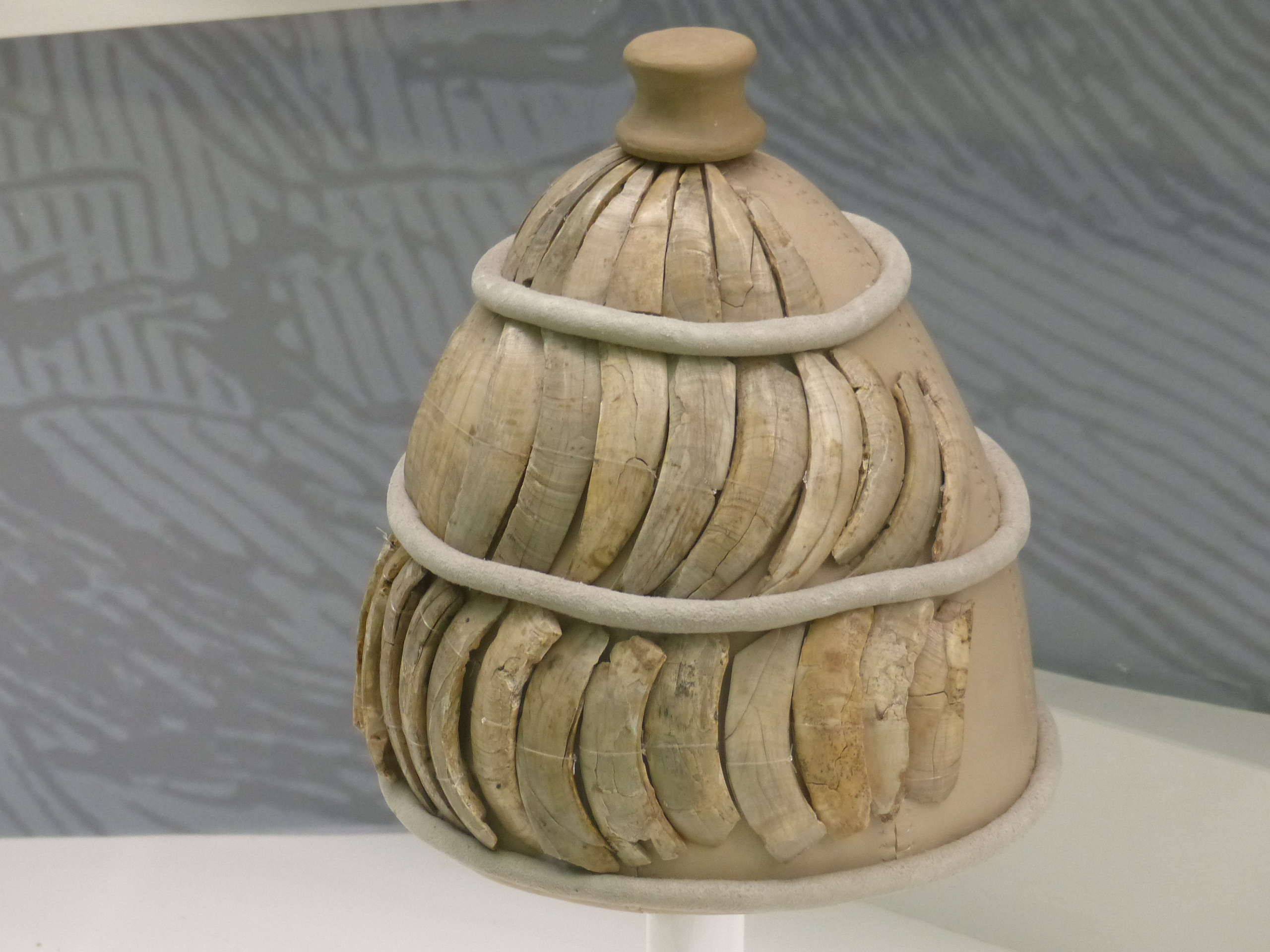
Homère : Casque à dents de sangliers, datant du, découvert lors de fouilles à Spáta.

Le Louvre-Lens compte trois espaces d'expositions principaux : la Grande galerie, le Pavillon de verre et la Galerie des expositions temporaires. Diverses expositions sont organisées dans ces espaces.

### Galerie du Temps
- La Galerie du temps, du 4 décembre 2012 à fin décembre 2017, dans la Grande galerie[43],[12],[44]

La galerie du temps est dédiée à la présentation chronologique de chefs d’œuvre du musée du Louvre, indépendamment de leur département d'origine. Les œuvres présentées sont partiellement renouvelées chaque année. Le Panier de fraises de Jean Siméon Chardin y est présenté peu après son acquisition par préemption.

#### Quelques œuvres majeures passées par le Louvre-Lens
Le Louvre-Lens ne possède pas de collection propre, mais il réalise régulièrement des expositions temporaires. Celles-ci contiennent généralement des œuvres majeures telles La Vierge, l'Enfant Jésus et sainte Anne dans Renaissance, le Sarcophage des Époux dans Les Étrusques et la Méditerranée, ou encore La Madeleine à la veilleuse et La Liberté guidant le peuple dans La Galerie du temps. Les quatre saisons de Giuseppe Arcimboldo y sont présentées pendant deux ans à compter de fin 2024.

### Expositions temporaires
- Dans le Pavillon de verre :
  - Le Temps à l'œuvre, du 4 décembre 2012 au 21 octobre 2013[47]
  - Voir le sacré, du 4 décembre 2013 au 21 avril 2014[48]
  - Métamorphoses, du 1er juillet 2015 au 21 mars 2016
  - Miroirs, jusqu'au 18 septembre 2017
  - L'hypothèse de la gravité Bernar Venet, du 11 juillet 2021 au 10 janvier 2022[49]
  - Au temps de la dentellière, du 29 novembre 2023 au 30 mai 2024[50]
  - Roméo Mivekannin l'envers du temps, du 5 décembre 2024 au 2 juin 2025[51],[52]
- Dans la Galerie des expositions temporaires :
  - L'Europe de Rubens, du 22 mai au 23 septembre 2013[53], 127 956 visiteurs[54],[55],[56]
  - Renaissance, du 4 décembre 2012 au 11 mars 2013[44],[30], un peu plus de 150 000 visiteurs[57]
  - Les Étrusques et la Méditerranée, du 5 décembre 2013 au 10 mars 2014[58]
  - Les Désastres de la guerre, du 28 mai au 6 octobre 2014[59]
  - D'or et d'ivoire, du 27 mai 2015 au 28 septembre 2015
  - Charles Le Brun, le peintre du Roi-Soleil, du 18 mai 2016 au 29 août 2016
  - Dansez, embrassez qui vous voudrez, Fêtes et plaisirs d'amour au siècle de Madame de Pompadour, du 5 décembre 2015 au 29 février 2016
  - Le mystère Le Nain, du 22 mars 2017 au 26 juin 2017 ; 1840-1918
  - Les Désastres de la guerre. 1800-2014, jusqu'au 6 octobre 2017
  - L'Empire des roses, du 28 mars 2018 au 22 juillet 2018, rassemblant des chefs-d’œuvre de l'art persan du 19e siècle
  - Amour, du 26 septembre 2018 au 21 janvier 2019
  - Homère, du 27 mars au 22 juillet 2019[60]
  - Pologne - Peindre l'âme d'une nation, du 25 septembre 2019 au 20 janvier 2020
  - Les Louvre de Pablo Picasso, du 13 octobre 2021 au 6 février 2022[61]
  - Paysage, fenêtre sur la nature, du 17 au 24 juillet 2023[62]
  - Animaux fantastiques, du 27 septembre 2023 au 15 janvier 2024[63]
  - Mondes souterrains, du 27 mars au 22 juillet 2024[64]
  - Exils regards d'artiste, du 25 septembre 2024 au 20 janvier 2025[65]
  - S'habiller en artiste l'artiste et le vêtement, du 26 mars au 21 juillet 2025[66],[67]
- Dans la Mezzanine :
  - Souvenir de Jérusalem, une maquette du Saint-Sépulcre, du 5 avril au 6 novembre 2023[68]
  - Le jeu en vaut la chandelle, du 29 novembre 2023 au 26 février 2024[69]

## Critiques du projet
Certains avis manifestent des réserves, voire une opposition, à ce projet. Dès l'annonce de l'ouverture d'une antenne du Louvre à Lens, Didier Rykner de La Tribune de l'art manifeste son opposition en signant le 20 janvier 2005 une tribune dans Le Monde. Pierre Schill, professeur d'histoire-géographie, lui répond le 3 février 2005 dans Libération que le Louvre à Lens est un « enjeu de développement » économique en faisant le parallèle avec la politique d'offre culturelle de la Ruhr qui a changé l'image du plus grand bassin houiller d'Europe.
Ainsi La Tribune de l'art critique d'abord l'architecture qui n'a « rien de séduisant » et « coûte un peu cher », ensuite le fond, le qualifiant de « vide intellectuel ». Dans son éditorial du 4 décembre 2012 dans The Guardian, Jonathan Jones estime que le Louvre-Lens est « une initiative maladroite, le mouvement d'auto-détestation d'une institution qui devrait, au contraire, être fière de sa splendeur palatiale ».
Dans le numéro 8 de mars 2012 d'Article 11, Jean-Pierre Garnier dénonce un musée à destination uniquement de la « petite bourgeoisie intellectuelle » et « construit dans un désert socio-économique et culturel ».
Dans Le Point du 4 décembre 2012, Olivier Meslay, conservateur en chef du Louvre-Lens, explique que lors de l'annonce du projet de nombreuses critiques se sont élevées.
Dans certains de ses articles, le journal La Brique émet des critiques sur l'implantation du Louvre à Lens. Dans un article du 20 décembre 2011, il parle d'un projet avant tout « économique », qui sert à favoriser l'implantation des investisseurs et le travail des urbanistes.

### Polémique sur l'éventuel échec
Avec le départ du directeur du musée Xavier Dectot en janvier 2016, puis la nomination de Marie Lavandier à la direction du musée se développe une polémique sur l'échec du Louvre-Lens,,,, avec une baisse de fréquentation régulière. La question du financement par la région, ainsi que le choix des expositions sont mis en question,. La qualité du jardin est discutée.
En août 2016, dans le journal Le Monde, Jean-Michel Tobelem, docteur en sciences de gestion, professeur associé à l’université Paris-I Panthéon-Sorbonne critique très sévèrement le projet et sa réalisation dans un article intitulé « Le Louvre-Lens n'aura pas l'effet Bilbao annoncé » par comparaison avec le musée Guggenheim de Bilbao en Espagne et son effet économique sur la ville basque. Il liste les points qui, selon lui, marquent l'échec du projet lensois. Sont mis en cause le manque d'attractivité culturelle et touristique de la ville de Lens, la localisation trop excentrée du musée par rapport au centre-ville, une architecture insuffisamment spectaculaire, des expositions trop élitistes, un manque d'innovation muséographique et pédagogique et, en conséquence, un impact limité sur l'économie locale et des effets négatifs sur le financement du tissu muséal régional. Pour empêcher que le musée ne devienne un « éléphant blanc » ou soit purement et simplement fermé, il propose de mettre en place un « véritable développement régional ». Pour les défenseurs du projet, cette polémique s'inscrit dans le refus de transférer à Lens les réserves du Louvre.

## Fréquentation

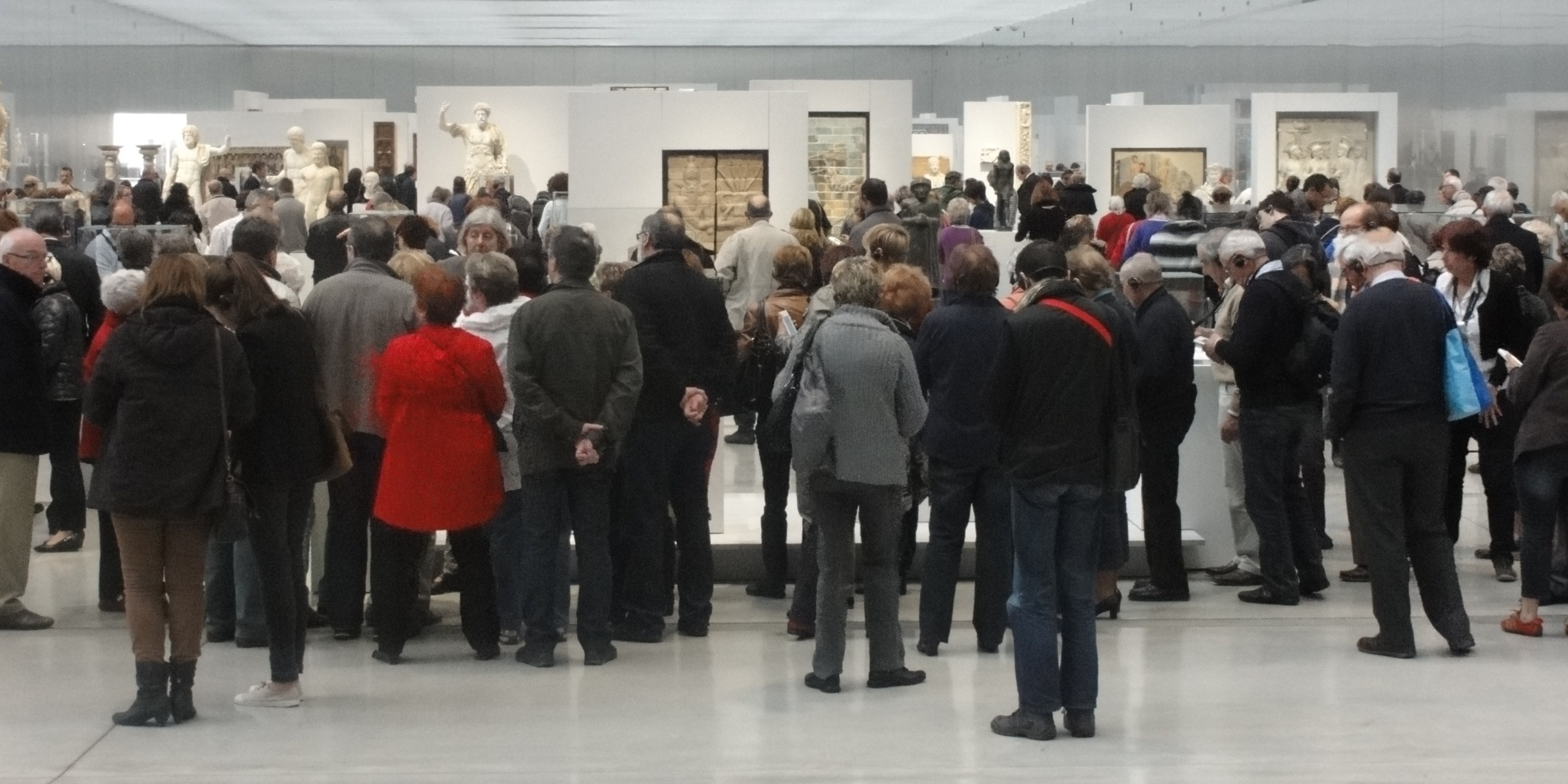
Fréquentation de l'exposition La Galerie du temps le jeudi 18 avril 2013 à.

Le Louvre-Lens a été inauguré le 4 décembre 2012, où 5 000 visiteurs sont venus le soir même, et officiellement ouvert au public le 12 décembre. Les 8 et 9 décembre 2012, à l'occasion d'un week-end exceptionnel de préouverture, il a accueilli 36 000 visiteurs. Il est alors envisagé qu'il accueille 700 000 visiteurs la première année et 500 000 les années suivantes. Le 100 000 e visiteur est accueilli le 28 décembre, il y a eu ce jour-là 10 131 entrées. Guy Delcourt, maire de Lens, déclare que « le Louvre-Lens est bien le musée du troisième millénaire et l'avenir de la région Nord-Pas-de-Calais ». Au bout d'un mois d'ouverture, le 4 janvier 2013, le musée accueille son 140 000e visiteur. Sur cette période, les étrangers représentent 13 % des visiteurs, et la plus grande part provient de Belgique.
Le 300 000e visiteur est accueilli le 5 mars 2013, soit après trois mois d'ouverture. À cette occasion, on apprend les chiffres de 2011 quant à la fréquentation des autres musées régionaux : le palais des beaux-arts de Lille a accueilli 215 000 visiteurs, La Piscine, Musée d'art et d'industrie de Roubaix 206 000 visiteurs, le Lille Métropole Musée d'art moderne, d'art contemporain et d'art brut de Villeneuve-d'Ascq 190 000 visiteurs, le musée Matisse du Cateau-Cambrésis 66 000 visiteurs, et enfin, la cité internationale de la dentelle et de la mode de Calais 46 000 visiteurs. Quelques jours plus tard, l'exposition temporaire Renaissance prend fin, elle a alors accueilli un peu plus de 150 000 visiteurs sur une période de trois mois et une semaine, soit un visiteur sur deux.
Le 500 000 e visiteur est accueilli le 19 mai 2013 à l'occasion de la Nuit européenne des musées. Xavier Dectot déclare alors « On ne l’attendait pas si tôt, c’est vrai », le musée n'étant alors ouvert que depuis cinq mois et demi, il rajoute ensuite « C’est la preuve d’un ancrage local et international, la preuve du succès du musée. Nous avons un objectif de 700 000 visiteurs. On sait qu’on va l’atteindre alors que certains avant l’ouverture trouvaient cet objectif déraisonnable. Plutôt que d’attendre le million, je préfère entendre ce visiteur dire qu’il est venu au Louvre-Lens et qu’il revient ». À l'occasion de cet évènement, le musée a accueilli 3 900 visiteurs entre 17 h et 8 h.

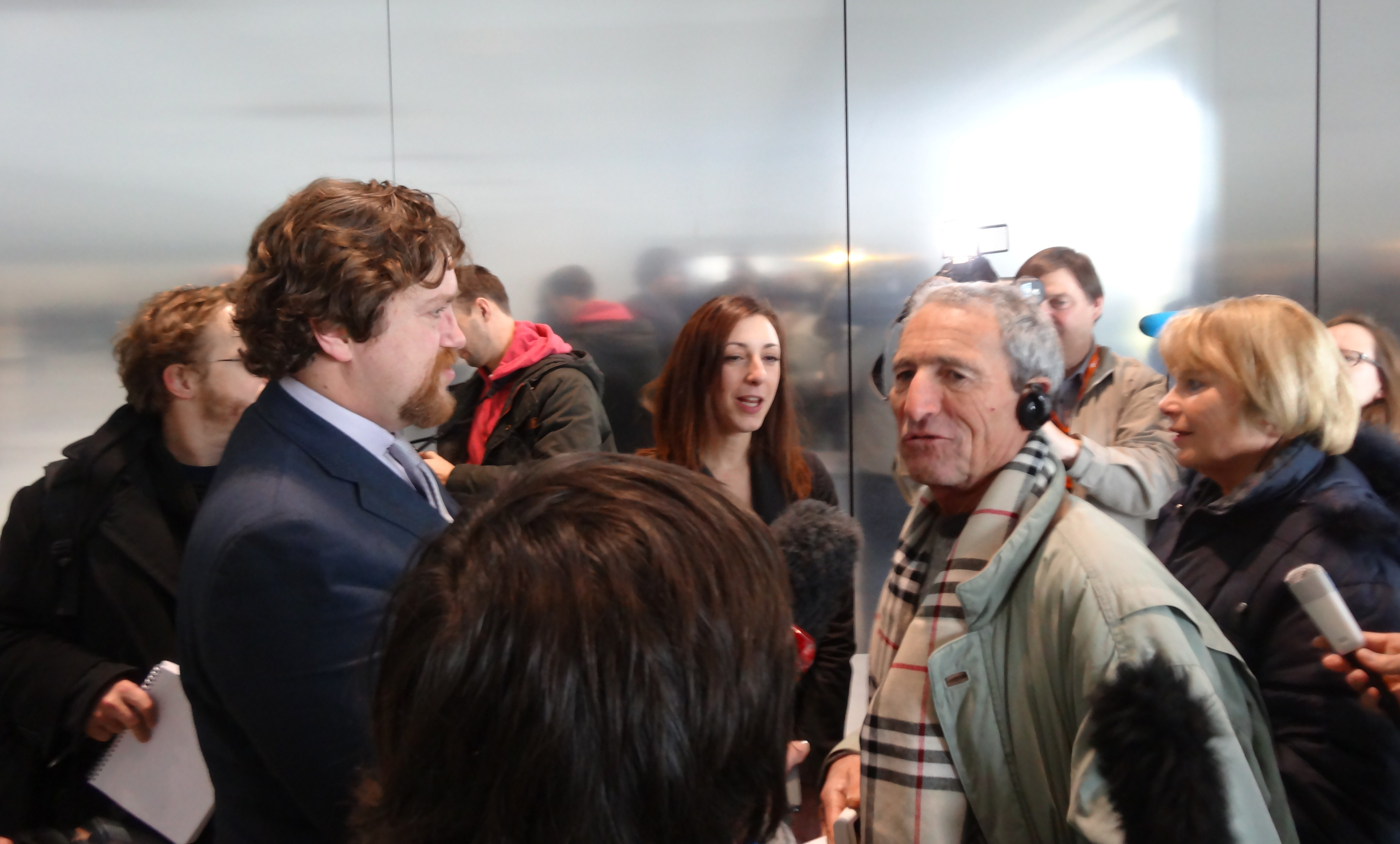
Xavier Dectot accueille la millionième visiteuse (et son mari), le 29 janvier 2014.

Le 13 septembre 2013, à l'occasion de la venue de la reine Mathilde de Belgique, on apprend que le musée a déjà accueilli 740 000 visiteurs, dépassant ainsi l'objectif de 700 000 visiteurs la première année.
Quelques jours avant la première année d'ouverture du musée, l'Agence France-Presse annonce que le musée a accueilli 900 000 visiteurs, soit 200 000 de plus que les estimations les plus favorables, et l'objectif fixé. Cinq-cent mille visiteurs sont prévus les années suivantes. Josiane Hermand, 67 ans, est la millionième visiteuse. Elle est accueillie le 29 janvier 2014, aux alentours de 11 h 30, dans La Galerie du temps.
En deux ans la fréquentation s'établit à 1 400 000 visiteurs, dont 500 000 en 2014. Elle baisse à 435 213 entrées en 2015 et progresse à 444 602 entrées en 2016. En 2017, la fréquentation dépasse 450 000 visiteurs ce qui en fait le troisième musée le plus fréquenté en province (derrière le Mucem à Marseille et le musée des Confluences à Lyon). Il attire notamment davantage d'ouvriers et d'employés que dans la moyenne des musées du pays.
Comme tous les sites culturels, la fréquentation des années 2020 et 2021 est perturbée par les mesures conservatoires liée à l'épidémie du covid-19.
En 2021, dans son rapport d'observations définitives, la Chambre régionale des comptes note toutefois « l’existence d’un biais méthodologique dans le comptage des visiteurs, qui repose sur une addition des espaces. En effet, une personne qui visiterait, le même jour, la Galerie du Temps et le Pavillon de verre d’un côté et l’exposition temporaire de l’autre, serait comptée comme deux visiteurs ce jour-là. Ainsi, [...] certains [visiteurs]  sont, en réalité, comptés deux fois le même jour. ».
| Année | Nombre d'entrées | Source                                       |
| ----- | ---------------- | -------------------------------------------- |
| 2013  | 863 117          | Ministère de la Culture, DEPS                |
| 2014  | 491 884          | Ministère de la Culture, DEPS                |
| 2015  | 435 213          | France 3 Hauts-de-France, 5 janvier 2017     |
| 2016  | 444 602          | France 3 Hauts-de-France, 5 janvier 2017     |
| 2017  | 450 324          | Rapport d'activités 2017, Louvre-Lens, p. 27 |
| 2018  | 482 759          | Tweet Louvre-Lens, 15 janvier 2019           |
| 2019  | 533 171          | La Voix du Nord, 8 janvier 2020, vidéo       |
| 2020  | 216 345          | Communiqué de presse, Louvre-Lens            |
| 2021  | 223 931          | rapport d'activité 2021                      |
| 2022  | 571 047          | rapport d'activité 2022                      |
| 2023  | 555 607          | rapport d'activité 2023                      |
| 2024  | 401 000          | Le Figaro                                    |

## Centre de conservation
En 2013, la création d'un centre de réserves du Louvre de 23 500 m2 à Liévin est envisagé pour un coût de soixante millions d'euros, financé à 51 % par le Louvre et à 49 % par la région Nord-Pas-de-Calais. À l'issue d'un concours d'architecture, le musée du Louvre annonce le 7 juillet 2015 que le projet de Rogers Stirk Harbour et Partners (RSHP), associés à Mutabilis Paysage, est retenu,. La première pierre du Centre est posée le 8 décembre 2017,, à l'occasion des cérémonies célébrant le cinquième anniversaire du Louvre-Lens. L'ouverture du Centre a eu lieu le 8 octobre 2019.